# Svenska mästerskapen i landsvägscykling 2021
Svenska mästerskapen i landsvägscykling 2021 bestod av ett linje-SM och ett tempo-SM.
Mästerskapet delades upp i två perioder;
- Mästerskapet för linjelopp anordnades under perioden 19–20 juni, på Tierp Arena i Tierps kommun.[1]
- Mästerskapet för tempolopp anordnades under perioden 5–6 augusti, i Lekeryd i Jönköpings kommun.[1]

## Medaljörer

### Damer
| Gren                                    | Guld                                    | Silver                        | Brons                              |
| Linjelopp – seniorer 114 km (15×7,6 km) | Carin Winell CK Hymer                   | Hanna Johansson Team Jarla CK | Alexandra Nessmar Team Ormsalva AC |
| Tempolopp – seniorer 32 km (2×16 km)    | Nathalie Eklund Echelon Urban Tribes CK | Ebba Granqvist Luleå CK       | Hanna Nilsson Åhus CK              |
| Linjelopp – U23 114 km (15×7,6 km)      | Clara Lundmark Norbergs CK              | Julia Borgström Höllviken CK  | Wilma Olausson CK Master           |
| Linjelopp – juniorer 60,8 km (8×7,6 km) | Alma Johansson Mölndals CK              | Felicia Bengtsson CK Bure     | Felicia Israelsson Motala AIF CK   |
| Tempolopp – juniorer 16 km              | Karin Söderqvist Motala AIF CK          | Felicia Bengtsson CK Bure     | Jennie Olsson Staffanstorp CK      |

### Herrar
| Gren                                    | Guld                              | Silver                               | Brons                                |
| Linjelopp – seniorer 190 km (25×7,6 km) | Victor Hillerström Rundh CK Hymer | Richard Larsén Vincents Cycling Club | Lucas Eriksson Gånghester CK         |
| Tempolopp – seniorer 32 km (2×16 km)    | Hugo Forssell Motala AIF CK       | Jacob Ahlsson Motala AIF CK          | Tobias Ludvigsson IK Hakarpspojkarna |
| Linjelopp – U23 190 km (25×7,6 km)      | Linus Kvist FK Trampen            | Jonathan Ahlsson Motala AIF CK       | Hugo Forssell Motala AIF CK          |
| Linjelopp – juniorer 114 km (15×7,6 km) | Leo Jacobsson CK Bure             | Rasmus Käll Falu CK                  | Joel Warrén HiQ Sports Club          |
| Tempolopp – juniorer 32 km (2×16 km)    | Isak Magnusson Skövde CK          | Olle Börner CK Ringen                | Hugo Lennartsson Mariestadcyklisten  |